# هي بان
هي بان (بالصينية: 何盼) هي منافسة ألعاب القوى صينية، ولدت في 1 مايو 1988.

## وصلات خارجية
- هي بان على موقع الاتحاد الدولي لألعاب القوى (الإنجليزية)
- هي بان على موقع اللجنة الأولمبية الصينية (الإنجليزية)